# ماريوس بابادوبولوس
ماريوس بابادوبولوس (باليونانية: Μάριος Παπαδόπουλος)‏ هو لاعب كرة قدم يوناني في مركز الوسط، ولد في 10 ديسمبر 1992 في ناوسا في اليونان. شارك مع منتخب اليونان تحت 17 سنة لكرة القدم. أما مع النوادي، فقد لعب مع أريس تسالونيكي.